# Fort van Merksem

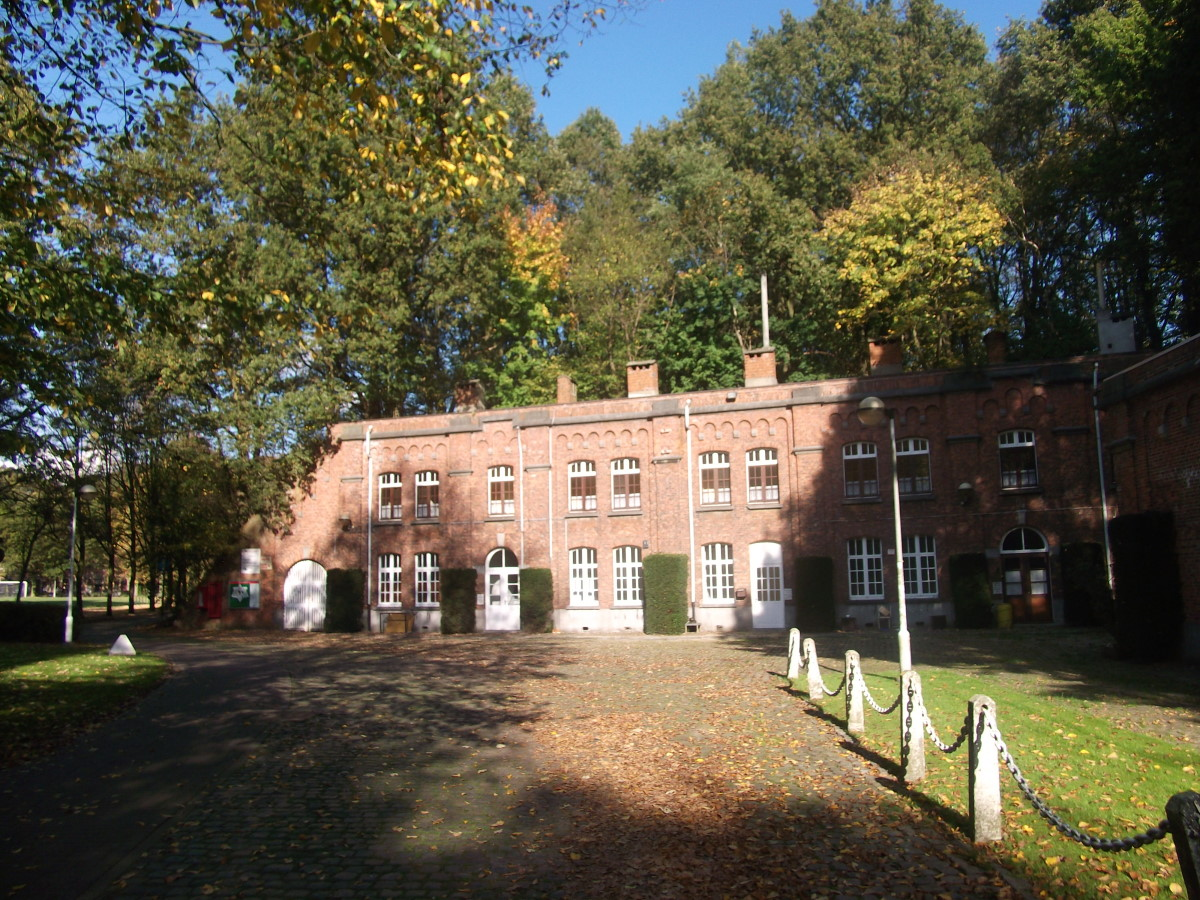
Fort van Merksem

Het fort van Merksem maakt deel uit van de Stelling van Antwerpen. Tot de Stelling van Antwerpen was besloten door de keuze voor Antwerpen als Nationaal Reduit in 1859. Het idee hierachter was dat Antwerpen het meest geschikt was als laatste verschansing tot de hulp van bondgenoten zou kunnen arriveren. Het Nationaal Reduit zou bestaan uit 1) een belegeringsomwalling, 2) een fortengordel en 3) onderwaterzettingen. De fortengordel zou bestaan uit een achttal Brialmontforten (gebouwd in 1859) in een 18 km lange gordel van Wijnegem tot Hoboken. Na de bouw van deze acht forten werd besloten de verdedigingsgordel uit te breiden om de verdediging op grotere afstand van Antwerpen te kunnen voeren. Tot de bouw van het fort werd besloten via de wet van 10 januari 1870. Het fort werd gebouwd in periode van 1871-1882. In dezelfde periode werden ook de forten Zwijndrecht en Kruibeke gebouwd. Op grond van de Frans-Duitse oorlog van 1870 bleek dat een verdere fortengordel noodzakelijk was en werd besloten tot de bouw van een buitenlinie, die aangepast was aan modernere wapens. Dit laatste plan werd bekrachtigd per wet van 30 maart 1906. Deze Hoofdweerstandstelling omvatte op de rechteroever 16 forten en 10 schansen en op de linkeroever 5 forten en 2 schansen.

## Fort
Het fort van Merksem heeft een trapeziumvormige opbouw omringd door een 40-50 m brede gracht. Het oppervlak bedroeg ca. 36 hectare. Het type is fort met reduit met natte gracht. Het fort is gebouwd uit baksteen en is in de periode 1911-1912 versterkt met ongewapend beton met name de hoofdcaponnière. Kort voor de Eerste Wereldoorlog ontwikkelden de Duitsers echter geschut waartegen het ongewapend beton onvoldoende weerstand bood. Dat was het 30,5 cm Motor-Mðrser M1, afkomstig van Skoda in Oostenrijk. Dit had een voor die tijd zeer hoge doorboring en was gemakkelijk via tractoren te vervoeren. Daarnaast ontwikkelde Krupp een 42 cm houwitser (Dikke Bertha) die een projectiel van 1000 kg 9 km ver kon schieten.

## Bewapening
De bewapening van het fort van Merksem voor de grote afstand bestond uit 12 en 15 cm kanonnen (acht op de hoofdcaponnière) en 21 cm mortieren.

## Inzet
Het fort van Merksem kwam niet in actie. Beschieting en uitschakeling van de forten Walem en Sint-Katelijne-Waver leidde tot het verlies van de Vesting Antwerpen. Om het fort niet onbeschadigd in handen van de Duitsers te laten vallen blies het Belgische leger op 9 oktober 1914 vlak voor de val van Antwerpen het hoofd van de redoute op.
Tussen de twee wereldoorlogen heeft het fort dienstgedaan als opslagplaats.

## Heden
Het fort is thans toegankelijk. Het dient nu voornamelijk als recreatiedomein, waarop een aantal sportverenigingen lokaliteiten hebben.